# 敏东镇区
敏東鎮為緬甸馬圭省德耶謬縣的鎮區。2014年人口59,357人，區域面積2,547.6平方公里。該鎮下分129個村莊。敏東為該鎮之首府。

## 外部連結
- Township 102 on "Myanmar States/Divisions & Townships Overview Map" （页面存档备份，存于） Myanmar Information Management Unit (MIMU)
- "Mindon Google Satellite Map" （页面存档备份，存于） Maplandia